# Kakao M
Kakao M (hangul: 카카오M), tidigare Seoul Records (hangul: 서울 음반) och LOEN Entertainment (hangul: 로엔 엔터테인먼트), är ett sydkoreanskt företag som fungerar som musikförlag, skivbolag och talangagentur.

## Historia
Bolaget grundades som Seoul Records år 1978 av Min Yeong-bin under YBM Group, innan namnet ändrades till Loen Entertainment 2008. Från 2005 var Loen Entertainment dotterbolag till SK Group, men sedan 2016 är Kakao Corporation majoritetsägare.
Loen Entertainment är moderbolag till skivbolaget Starship Entertainment sedan 2013, samt skivbolaget Plan A Entertainment sedan 2015.

## Divisioner
Loen Entertainment är uppdelat i divisionerna MelOn Biz, Contents Biz och Production Biz.

### Melon
MelOn Biz driver företagets musiktjänst Melon som är Sydkoreas största digitala musikförsäljare med mer än hälften av marknadsandelen och 28 miljoner användare 2016. Genom Melon håller Loen Entertainment också i den årliga musikgalan Melon Music Awards.

### 1theK
Contents Biz driver företagets musikdistribution genom 1theK (hangul: 원더케이) som tidigare gick under namnet LOEN Music. 1theK investerar i musikproduktion och samarbetar med andra skivbolag och agenturer för att distribuera hundratals titlar per år. Musikvideor och annat innehåll laddas upp på den officiella Youtube-kanalen 1theK (LOENENT) som har fler än sex miljoner prenumeranter. Loen Entertainment hade tidigare duopol på musikdistribution i Sydkorea tillsammans med CJ E&M men har under senare år fått konkurrens av KT Music.

### Fave Entertainment
Production Biz, tidigare Artists Biz, drev företagets skivbolag och talangagentur Fave Entertainment (hangul: 페이브엔터테인먼트) som tidigare gick under namnet LOEN Tree. Artister kontrakterade till skivbolaget gick under det gemensamma namnet LOEN Tree. Deras mest framgångsrika artist är solosångerskan IU, men skivbolaget var också hem för idolgrupper som Fiestar, History, Melody Day och Sunny Hill. Fave Entertainment hanterade även kontrakt åt en del sydkoreanska skådespelare. Fave Entertainment och Plan A Entertainment slogs samman till företaget Play M Entertainment.

## LOEN Tree

### Nuvarande artister
|         |
| Fiestar |

|    |
| IU |

|            |
| Sunny Hill |

|      |
| Yezi |

|     |
| Zia |

### Tidigare artister
|                             |
| Cheska (Fiestar, 2012–2014) |

|                  |
| Gain (2011–2013) |

|                     |
| History (2013–2017) |

|           |
| Lena Park |

|                          |
| Park Ji-yoon (1997–1999) |